# لوپ (کالیفرنیا)
لوپ (به انگلیسی: Loope) یک منطقهٔ مسکونی در ایالات متحده آمریکا است که در شهرستان آلپاین، کالیفرنیا واقع شده‌است. لوپ ۱٬۸۸۶ متر بالاتر از سطح دریا واقع شده‌است.